# Ayr (rzeka)
Ayr (ang. River Ayr, gael. Uisge Àir) – rzeka w południowo-zachodniej Szkocji, w hrabstwach East Ayrshire i South Ayrshire.
Rzeka wypływa z jeziora Glenbuck Loch, na wysokości około 250 m n.p.m. Płynie w kierunku zachodnim, przepływa przez miejscowości Muirkirk, Catrine i Annbank. W mieście Ayr uchodzi do zatoki Firth of Clyde.
Wzdłuż rzeki, na całej jej długości, biegnie pieszy szlak turystyczny River Ayr Way o długości 71 km (44 mil).